# قرار مجلس الأمن التابع للأمم المتحدة رقم 213
قرار مجلس الأمن التابع للأمم المتحدة 213، الذي اعتمد بالإجماع في 20 سبتمبر 1965، بعد النظر في طلب سنغافورة للانضمام إلى عضوية الأمم المتحدة، أوصى المجلس الجمعية العامة بقبول سنغافورة.